# Żuraw krzykliwy
Żuraw krzykliwy (Grus americana) – gatunek dużego ptaka wodnego z rodziny żurawi (Gruidae). Zamieszkuje obecnie Park Narodowy Bizona Leśnego w Kanadzie (ta populacja zimuje w Aransas National Wildlife Refuge). Ponadto z ptaków utrzymywanych w niewoli utworzono osiadłą populację w Kissimmee Prairie na Florydzie oraz niewielką populację w Górach Skalistych zamieszkującą Grass Lake National Wildlife Refuge, a zimującą w Bosque del Apache National Wildlife Refuge (ta populacja nie utrzymuje się sama). Ponadto część ptaków znajduje się w niewoli. Dawniej zamieszkiwały pas od południowo-zachodniej Kanady po jezioro Michigan. Zimowiska znajdowały się na atlantyckim wybrzeżu USA oraz w północnym Meksyku. Ponadto osiadła populacja zamieszkiwała wybrzeża Zatoki Meksykańskiej.

## Taksonomia
Po raz pierwszy zgodnie z zasadami nazewnictwa binominalnego żurawia krzykliwego opisał Karol Linneusz w 1758, uznając go za czaplę (nadał mu nazwę Ardea americana). Holotyp pochodził z Zatoki Hudsona w Kanadzie. Obecnie (2021) Międzynarodowy Komitet Ornitologiczny umieszcza gatunek w rodzaju Grus jako G. americana. Jest to gatunek monotypowy.

## Morfologia
Długość ciała wynosi 130–160 cm, masa ciała 4500–8500 g, zaś rozpiętość skrzydeł 200–230 cm. W upierzeniu dominuje kolor biały. Lotki I rzędu wyróżniają się barwą czarną, podobnie jak i nogi (mają one jednak szaroróżowe palce). Wierzch głowy, kantarek oraz policzki nie są porośnięte piórami, a naga skóra w tych obszarach ma kolor od jaskrawoczerwonego po czarny. Ten obszar pokrywają jedynie czarne pióra szczeciniaste. Tęczówka ma kolor żółty, dziób u nasady różowy, dalej kolor przechodzi w oliwkowy lub szary. W upierzeniu nie występuje dymorfizm płciowy, jednak samce odznaczają się większą przeciętną masą ciała (średnio 7,3 kg dla samców i 6,4 kg dla samic).

## Zasięg występowania
Żuraw krzykliwy jest gatunkiem wędrownym. Jedyna znana w pełni dzika populacja gnieździ się w Parku Narodowym Bizona Leśnego (na granicy Terytoriów Północno-Zachodnich i Alberty w Kanadzie), a zimuje w Aransas National Wildlife Refuge i okolicach (w Teksasie). Dwie populacje ptaków wychowanych w niewoli reintrodukowano do wschodnich Stanów Zjednoczonych. Populacja z Florydy osiadła. Populacja wędrowna porusza się między Wisconsin a Florydą. Środowiskiem życia żurawi krzykliwych są otwarte obszary z dużą ilością roślinności oraz wody; tego typu środowiska są szczególnie ważne podczas lęgów. Przedstawiciele G. americana mogą gniazdować zarówno na mokradłach, jak i w okolicach jezior czy innych zbiorników, nie tolerują jednak torfowisk wysokich. Wybierane przez żurawia krzykliwego mokradła charakteryzują się pH ok. 7,6–8,3. Zasiedlane przez ptaki wysokości różnią się zależnie od pory roku; Aransas National Wildlife Refuge obejmuje obszary o niskich wysokościach (0–10 m n.p.m.), teren Parku Narodowego Bizona Leśnego miejscami sięga 945 m n.p.m. W 2011 do południowo-zachodniej Luizjany introdukowano liczącą 10 młodych ptaków populację.

## Pożywienie
Żuraw krzykliwy jest wszystkożerny. Na materii roślinnej i zwierzęcej żeruje zarówno na ziemi, jak i w wodzie. Na zimowiskach zjada głównie kraby kalinki błękitne (Callinectes sapidus) i owoce Lycium carolinianum; poza tym żywi się małżami, żołędziami, ślimakami, prostoskrzydłymi, myszami, nornikami i wężami. Podczas przelotów chętnie zjada bulwy oraz resztki ziaren na polach. W sezonie lęgowym pożywia się niewielkimi rybami, owadami, płazami bezogonowymi, wężami, myszami, rakami, małżami i ślimakami.

## Rozród
Gatunek monogamiczny, wyprowadza lęgi po raz pierwszy w wieku około 4 lat, jednak pary zaczynają formować się wcześniej. Żurawie krzykliwe składają jaja od kwietnia do połowy maja, przeciętnie para zajmuje 7,2 km². Zarówno samiec, jak i samica uczestniczą w budowie gniazda, które zwykle jest płaską platformą na kopczyku roślin umieszczonym na wodzie. Zwykle w zniesieniu znajdują się 2 jaja, które następnie są wysiadywane 30–35 dni. Puch piskląt ma kolor cynamonowy lub brązowy na grzbiecie i szary albo brązowy na spodzie ciała. U osobników młodocianych większość upierzenia jest biała, miejscami z brązowymi lub cynamonowymi wstawkami; ponadto od dorosłych odróżnia je w pełni upierzona głowa. Młode opierzają się w pełni po 80–100 dniach, jednak pozostają pod opieką rodziców do ukończenia 9 miesięcy.

## Status zagrożenia

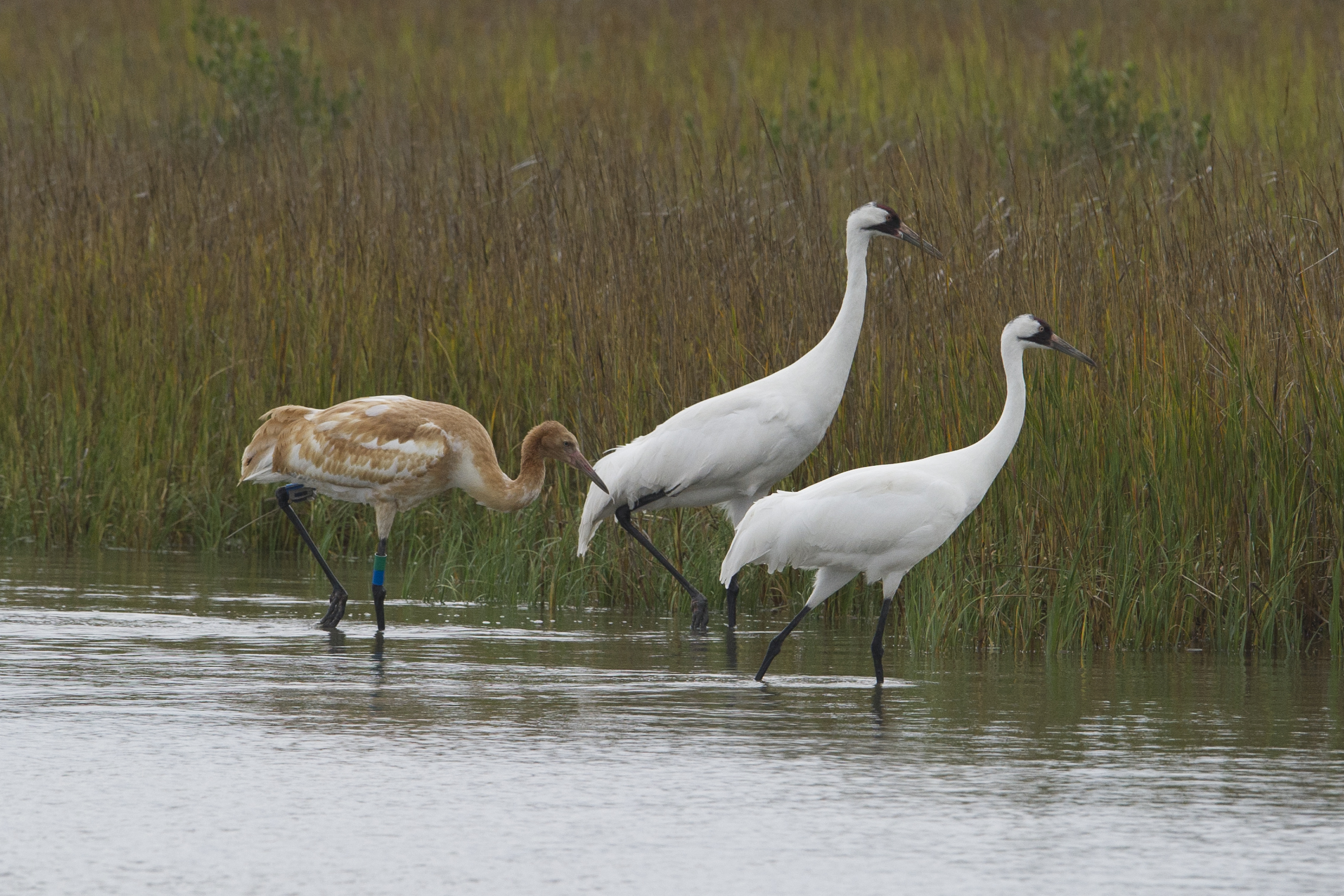
Para żurawi krzykliwych wraz z potomstwem

IUCN uznaje żurawia krzykliwego za gatunek zagrożony (EN, Endangered) nieprzerwanie od 1994 (stan w 2021). W 2007 znana liczebność populacji ptaków na wolności wynosiła 382, w tym 266 osobników dzikich gniazdujących w Kanadzie, 41 reintrodukowanych na Florydę i 75 migrujących między Wisconsin a Florydą. Liczebność populacji gniazdującej w Kanadzie w 2009 spadła do 247 wskutek suszy na zimowiskach w Teksasie. W 2008 w niewoli znajdowało się 151 ptaków. BirdLife International uznaje trend populacji za wzrostowy (2020). W przeszłości za spadek populacji odpowiadały głównie: nadmierny odłów ptaków, zmiany w środowisku oraz niepokojenie przez człowieka. W 1997 główną przyczynę śmierci lub okaleczeń u młodych ptaków stanowiły jednak linie wysokiego napięcia. Budowa turbin wiatrowych może przyczynić się do przekształcenia środowiska na obszarach, które przemierzają żurawie w trakcie wędrówki, w tym do postawienia większej ilości linii wysokiego napięcia. Ponadto jaja i pisklęta mogą zostać pożarte przez drapieżniki, jak bielik amerykański (Haliaeetus leucocephalus), kruki (Corvus corax), rysie rude (Lynx rufus) i niedźwiedzie czarne (Ursus americanus). Susze w obszarach gniazdowania przyczyniają się do zmniejszenia liczby piskląt dołączających co roku do populacji.